# Pallium (jelvény)

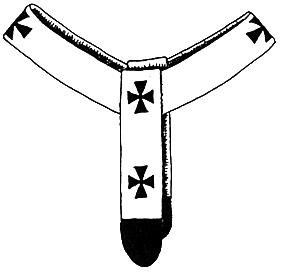
Modern (rövid) pallium a hat kereszttel

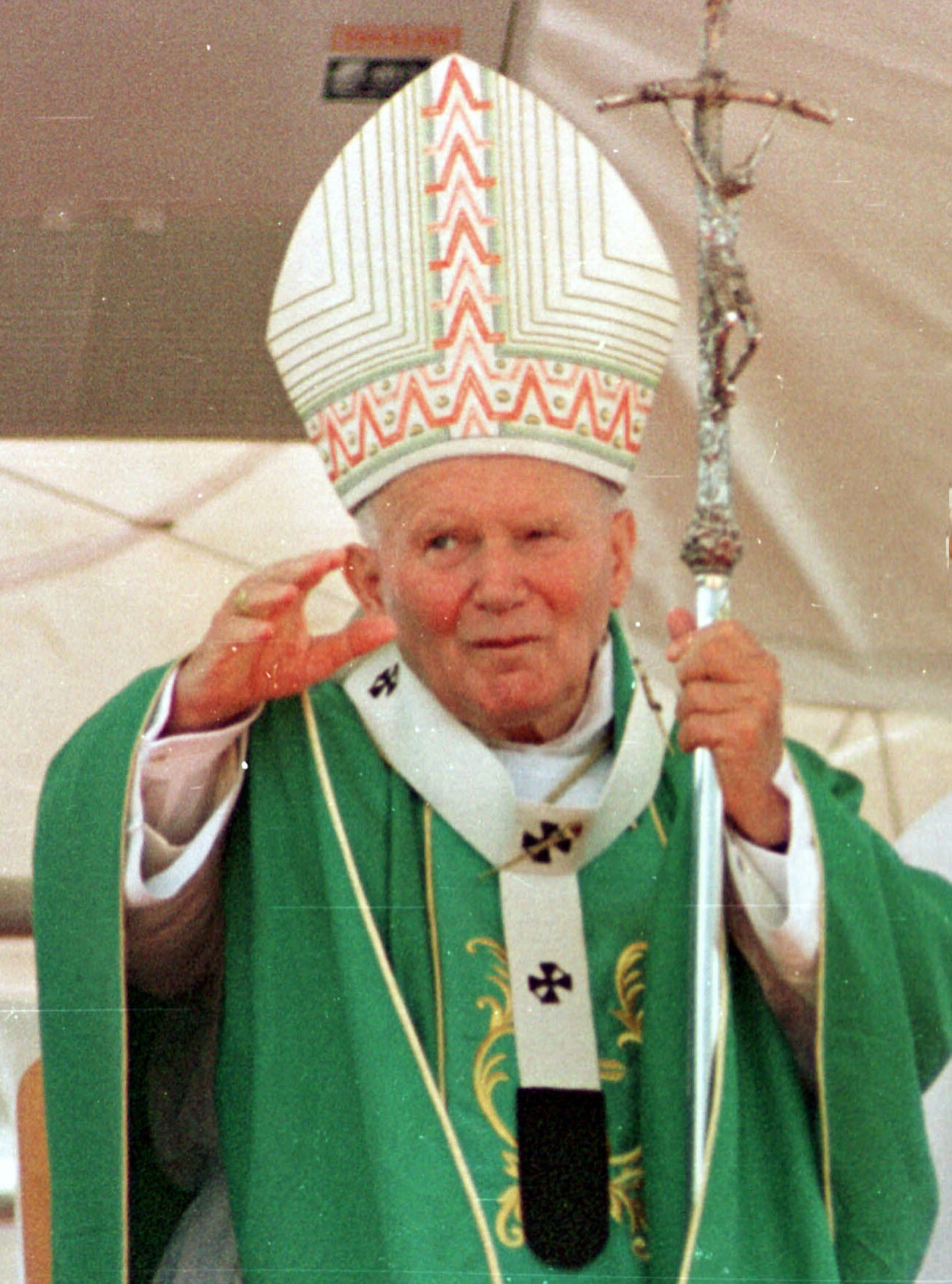
II. János Pál pápa

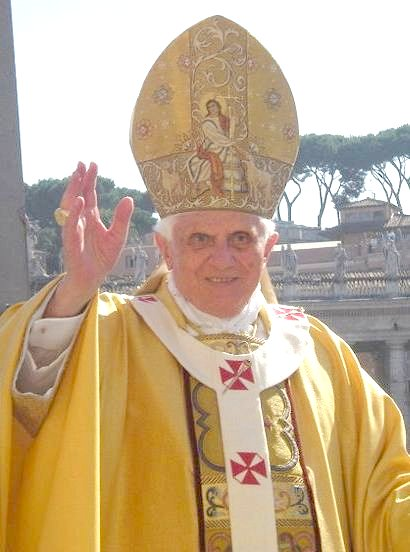
XVI. Benedek pápa

A pallium kifejezés az egyházi terminológiában a papi öltözék egyik, időben változó, de mind szakrálisabb jelentésű és mind szimbolikusabb darabját jelöli. VI. Pál pápa 1978-ban kelt „Inter eximia” kezdetű motu proprio rendelkezése óta csak metropolita viselheti hivatali jelvényeként; korábban más főpapok is viselték. Ez a jele annak a lelki hatalomnak, amit a pápa átad a metropolitának, mint helyettesének az egyháztartományban. A szó eredete bizonytalan, de kétségtelenül összefügg a latin palla szóval, ami a Magyar etimológiai szótár szerint eredetileg földig érő női köpenyt jelentett, jelenkori katolikus szóhasználatban a misekehelyre helyezett fedőlapot jelöli.

## Az ókorban
A fogalom az ókorban tűnt fel; Rómában gyapjúszövetből készült, rendszerint nagyon mélyen lecsüngő, négyszög alakú felsőruha vagy köpönyeg volt; színe és alakja is kevéssé különbözött a tógától, aminél lényegesen kényelmesebb viselet volt. Ezt a köpenyszerű ruhadarabot a rómaiak a görögöktől vették át, és ezért a hagyományt féltékenyen őrző írók és politikusok rossz szemmel nézték terjedését. Ifjabb Plinius (4., 11. episztola) határozottan görög viseletnek tartotta. Livius Andronicus szemrehányóan említi, hogy Publius Cornelius Scipio Africanus palliumban sétálgatott a gymnasiumban. Cicero erősen rosszallva szól arról, hogy egy római praetor nem átallt pallium purpureumot felölteni. Suetonius beszámol róla, hogy Augustus császár megtiltotta a fórumon és a circusban a pallium viselését.

## A korai kereszténységben
A korai keresztényeknél a pallium olyan kendő volt, amit a vértanúk sírja fölé épített confessio cataractának nevezett kürtőjén leengedtek és a sírhoz érintettek. Ezután a kendőt, ami az érintéstől közvetett ereklyévé (brandeummá) vált, hazavitték, és otthon őrizték.

## A pápa liturgikus viselete
A pallium a 4. század óta a pápa liturgikus viselete, a legfőbb pásztor küldetésének és kormányzati hatalmának jelképe. Írott források először 500 körül említik, mint olyan méltóságjelvényt, amit a pápa viselt és a kiváltságos püspököknek ajándékozott annak jeleként, hogy szorosabb közösségben állnak az Apostoli Székkel és egyházkormányzati hatalmuk különleges. Szilvériusz pápa leváltásának egyik fontos külsősége volt, hogy a császárt képviselő Flavius Belisarius (Belizár) levétette a nyakából a palliumot. Eredetileg valószínűleg császári kitüntetés volt, amit nyugaton legkésőbb 500-tól a császár helytartójaként viselt a pápa.
A bizánci szertartásban a pallium megfelelője az omofórion.
- A középkori pallium a bal vállon átvetett hosszú gyapjústóla volt, amit három, drágakövekkel díszített tű rögzített. A miseruha formájának változásával a pallium újfent átalakult, és a 17. századra nyerte el ma ismert alakját: kb. 3 ujjnyi (4–6 centiméter) széles, fehér gyapjúszalag, aminek anyagába négy, átellenesen elhelyezett, fekete keresztet szőttek bele. A stólaszerű körszalaghoz elöl és hátul 15–20 centiméteres pántban végződő, rövidebb szalagokat illesztenek, amiket ugyancsak 1-1 kereszt díszít.

- 1999 karácsonyán II. János Pál egyszeri alkalommal felelevenítette a pallium régi alakját, amit később XVI. Benedek is használt, Ferenc pápa azonban ismét elhagyott. Ebben a formájában a pallium 10 cm széles, mintegy 2,5 m hosszú fehér gyapjúszalag, aminek egyik vége a bal váll előtt, a másik pedig mögötte, a jobb vállon is átvetve lóg le. A fehér szalagba öt piros keresztet szőnek bele. A pallium alakja Krisztus igájának, anyaga (tiszta gyapjú) Krisztus pásztori hivatalának, az öt kereszt az ő öt szent sebének szimbóluma.

## A főpapok palliuma
A keleti egyházban viseli minden püspök, a nyugati egyházban csak a metropoliták és a jeruzsálemi latin pátriárka. A magyar főpapok közül kiváltságként palliumot kapott:
- egyénileg a 12. században élt Kalán pécsi püspök,
- 1754–1978 között a pécsi püspök,
- 1906–78 között a váci püspök.

Római szokás szerint a szalagot január 21-én (Szent Ágnes napján) megáldott bárányok gyapjából szövik. Az elkészült palliumot június 28-án (Szent Péter és Pál vigíliáján) szenteli meg a pápa, és ezután kazettában őrzik szent Péter sírja fölött, mint közvetett ereklyét (brandeumot), amíg el nem küldik egy metropolitának.
A hatályos kánonjog szerint a pallium jelöli azt a hatalmat, amivel a jog a római egyházzal közösségben lévő metropolitát tartományában felruházza (437. k. 1. §). A metropolita püspökké szentelése (vagy ha már felszentelték, érsekké kinevezése) után 3 hónapon belül köteles személyesen vagy képviselője útján palliumot kérni a pápától. A liturgikus törvények szerint a metropolita tartományának minden templomában használhatja ezt a megkülönböztető jelvényt, tartományán kívül viszont még a helyi metropolita hozzájárulásával sem (437. k. 2. §). Ha a metropolitát másik metropolita székbe helyezik át, új palliumot kell kérnie (437. k. 3. §).
A palliumot csak liturgiában és csak a templomban viselik. A klasszikus kánonjogban bőséges kazuisztika taglalja, milyen jogkövetkezményekkel jár, ha egy érsek kellő időn belül nem kéri a pápától ezt a hatalmát és függőségét szimbolizáló jelvényt.